# 暗闇
《暗闇》（日语：／ kurayami */?） 是日本女子偶像團體STU48的出道單曲，在2018年1月31日由國王唱片發行。標題曲的Center（中心成員）由瀧野由美子擔任。

## 簡介
本作為STU48的出道單曲，也是2018年首張單曲，歌曲的center是瀧野由美子，續「瀬戸内的聲音」以及「還好想起來了」，再次成為中心成員。標語是「我們，从这个地方，开始」（この場所から、私たちは、始まる）。
歌曲選拔成員在2017年6月29日的SHOWROOM上的特别节目「緊急重大企画」公佈，並同時公佈單曲將有由國王唱片發行。当初預定於2017年11月1日發售，同年8月19日，以“船上剧场建设计划推迟”为由宣布「判断不宜作为首次亮相的时机」，将单曲推迟到三个月后的2018年1月31日發行。選拔成員有16名成員。
單曲分為8種版本，擁有CD+DVD的Type A・B・C・D・E・F・G，以及只有CD的劇場盤。「瀨戶内的聲音」收錄於全部版本，「STU48」一曲则以濑户内海七县各县推出不同版本，与濑户内版合共8版。Type A・B收錄「非全力」、Type C・D收錄「单恋的入口」、Type E・F收錄「我们是辛巴德」、Type G・B劇場盤「直到某天某人说我喜欢的那天」。
於2017年12月23日举辦的「STU48瀬戸内7県巡回演出～来自STU48的圣诞快乐！～」的演出中，首次表演歌曲。
於2018年1月1日，TBS電視台《CDTV》的特別節目「CDTV特别企劃！跨年Premier Live 2017→2018」上首次現場表演。

## MV
暗闇
MV在日本爱媛县的大三島以及伯方島拍攝，在兩天內完成。選拔成員穿着女高中生制服出現在MV的戏剧剪裁中。有別於該團的第一支歌曲《瀨戶內的聲音》，濑户内的景观並非該MV的主要場景。
MV导演是枝優花，內容以导演本人在高中时代的回忆為藍本。

## 封面写真
| Type A | 瀧野由美子                         |
| Type B | 岩田陽菜・岡田奈奈                 |
| Type C | 市岡愛弓・土路生優里・薮下楓       |
| Type D | 磯貝花音・今村美月・門脇実優菜     |
| Type E | 石田千穂・石田南・藤原梓           |
| Type F | 佐野遥・田中皓子・福田朱里・森香穂 |
| Type G | 選抜成員16名                       |
| 劇場盤 | 選抜成員16名                       |

## 收錄歌曲

### Type A
CD
1. 《暗闇》（暗闇）
（作詞：秋元康，作曲・編曲：aokado（日语：aokado））
2. 《瀨戶內的聲音》（瀬戸内の声）
（作詞：秋元康，作曲：井上大紀（日语：井上トモノリ），編曲：水島康貴（日语：水島康貴））
3. 《STU48 兵庫ver.》
（作詞：秋元康，作曲：渡辺未来（日语：渡辺未来），編曲：高梨康治）
4. 《非全力》 
（作詞：秋元康，作曲・編曲：須永俊）
5. 《Shoot Sign》off vocal ver.
6. 《瀨戶內的聲音》off vocal ver.
7. 《STU48 兵庫ver.》off vocal ver.
8. 《非全力》off vocal ver.

DVD
1. 《暗闇》
2. 《瀨戶內的聲音》
3. 《STU48瀬戸内7県巡回〜很高兴见到你，我們是STU48〜連續特寫現場紀錄片系列 Vol.5 兵庫編》

### Type B
CD
1. 《暗闇》
2. 《瀨戶內的聲音》
3. 《STU48 岡山ver.》
4. 《非全力》
5. 《Shoot Sign》off vocal ver.
6. 《瀬戸内之声》off vocal ver.
7. 《STU48 岡山ver.》off vocal ver.
8. 《非全力》off vocal ver.

DVD
1. 《暗闇》
2. 《瀨戶內的聲音》
3. 《STU48瀬戸内7県巡回〜很高兴见到你，我們是STU48〜連續特寫現場紀錄片系列 Vol.2 岡山編》

### Type C
CD
1. 《暗闇》
2. 《瀨戶內的聲音》
3. 《STU48 広島ver.》
4. 《单恋的入口》（片想いの入り口）
（作詞：秋元康，作曲・編曲：飯田清澄）
5. 《Shoot Sign》off vocal ver.
6. 《瀬戸内之声》off vocal ver.
7. 《STU48 広島ver.》off vocal ver.
8. 《单恋的入口》off vocal ver.

DVD
1. 《暗闇》
2. 《瀨戶內的聲音》
3. 《STU48瀬戸内7県巡回〜很高兴见到你，我們是STU48〜連續特寫現場紀錄片系列 Vol.7 広島編》

### Type D
CD
1. 《暗闇》
2. 《瀨戶內的聲音》
3. 《STU48 山口ver.》
4. 《单恋的入口》
5. 《Shoot Sign》off vocal ver.
6. 《瀨戶內的聲音》off vocal ver.
7. 《STU48 山口ver.》off vocal ver.
8. 《单恋的入口》off vocal ver.

DVD
1. 《暗闇》
2. 《瀨戶內的聲音》
3. 《STU48瀬戸内7県巡回〜很高兴见到你，我們是STU48〜連續特寫現場紀錄片系列 Vol.6 山口編》

### Type E
CD
1. 《暗闇》
2. 《瀨戶內的聲音》
3. 《STU48 徳島ver.》
4. 《我们是辛巴德》（僕たちはシンドバッドだ）
（作詞：秋元康，作曲：吉田司、早川博隆（日语：早川博隆），編曲：早川博隆）
5. 《Shoot Sign》off vocal ver.
6. 《瀬戸内之声》off vocal ver.
7. 《STU48 徳島ver.》off vocal ver.
8. 《我们是辛巴德》off vocal ver.

DVD
1. 《暗闇》
2. 《瀨戶內的聲音》
3. 《STU48瀬戸内7県巡回〜很高兴见到你，我們是STU48〜連續特寫現場紀錄片系列 Vol.1 徳島編》

### Type F
CD
1. 《暗闇》
2. 《瀨戶內的聲音》
3. 《STU48 香川ver.》
4. 《我们是辛巴德》
5. 《Shoot Sign》off vocal ver.
6. 《瀨戶內的聲音》off vocal ver.
7. 《STU48 香川ver.》off vocal ver.
8. 《我们是辛巴德》off vocal ver.

DVD
1. 《暗闇》
2. 《瀨戶內的聲音》
3. 《STU48瀬戸内7県巡回〜很高兴见到你，我們是STU48〜連續特寫現場紀錄片系列 Vol.4 香川編》

### Type G
CD
1. 《暗闇》
2. 《瀨戶內的聲音》
3. 《STU48 愛媛ver.》
4. 《直到哪天 有人對我說喜歡我為止》（誰かがいつか 好きだと言ってくれる日まで）
（作詞：秋元康，作曲・編曲：木下甜瓜（日语：木下めろん））
5. 《Shoot Sign》off vocal ver.
6. 《瀨戶内的聲音》off vocal ver.
7. 《STU48 愛媛ver.》off vocal ver.
8. 《直到哪天 有人對我說喜歡我為止》off vocal ver.

DVD
1. 《暗闇》
2. 《瀨戶內的聲音》
3. 《STU48瀬戸内7県巡回〜很高兴见到你，我們是STU48〜連續特寫現場紀錄片系列 Vol.3 愛媛編》

### 劇場盤
CD
1. 《暗闇》
2. 《瀨戶內的聲音》
3. 《STU48 瀬戸内ver.》
4. 《直到哪天 有人對我說喜歡我為止》
5. 《Shoot Sign》off vocal ver.
6. 《瀨戶内的聲音》off vocal ver.
7. 《STU48 瀬戸内ver.》off vocal ver.
8. 《直到哪天 有人對我說喜歡我為止》off vocal ver.

## 選拔成員

### 暗闇
（Center：瀧野由美子）
- 石田千穂、石田南、磯貝花音、市岡愛弓、今村美月、岩田陽菜、冈田奈奈（AKB48 Team 4兼任）、門脇實優菜、佐野遥、瀧野由美子、田中皓子、土路生優里、福田朱里、藤原梓、森香穂、薮下楓

### 瀨戶內的聲音
（Center：瀧野由美子）
- STU48：磯貝花音、市岡愛弓、岩田陽菜、尾﨑舞美、冈田奈奈（AKB48 Team 4兼任）、門田桃奈、瀧野由美子、谷口茉妃菜、張織慧、土路生優里、福田朱里、藤原梓、三島遥香、森香穂、薮下楓
- HKT48 Team H（歌曲首次公開時兼任STU48）：指原莉乃

### STU48
- 至2018年1月31日止仍在籍的STU48全體成員。

### 非全力
（Center：門脇實優菜）
- 石田千穂、大谷滿理奈、門脇實優菜、榊美優、張織慧、兵頭葵、三島遥香

### 单恋的入口
（Center：市岡愛弓、岩田陽菜）
- 市岡愛弓、岩田陽菜、新谷野野花、峯吉愛梨沙

### 我们是辛巴德
（Center：土路生優里）
- 石田南、門田桃奈、佐野遥、田中皓子、土路生優里、福田朱里、藤原梓、森香穂、矢野帆夏

### 直到哪天 有人對我說喜歡我為止
（Center：瀧野由美子）
- 磯貝花音、今村美月、冈田奈奈（AKB48 Team 4兼任）、瀧野由美子、薮下楓